# Paint.NET
Paint.NET ist eine Bildbearbeitungssoftware für Microsoft Windows, die von der Washington State University und Microsoft entwickelt wurde.
Ursprünglich als eine einfache, kostenlose Alternative zu Microsoft Paint gedacht, bietet die Software mittlerweile auch anspruchsvollere Funktionen, wie zum Beispiel das Arbeiten mit Ebenen. Die Bedienung von Paint.NET orientiert sich am Marktführer Adobe Photoshop.
Paint.NET wurde 2004 als Freeware und Open-Source-Software unter der MIT-Lizenz veröffentlicht. Seit Version 3.5 ist Paint.NET nicht mehr Open Source, jedoch nach wie vor kostenlos.
Aus Teilen des Quellcodes der letzten freien Paint.NET Versionen entstand die in Aussehen und Bedienung stark an diese angelehnte Bildbearbeitungssoftware Pinta.

## Geschichte
Ursprünglich war Paint.NET als kleines Studentenprojekt für den Frühling 2004 geplant. Rick Brewster, einer der Hauptentwickler, schreibt in seinem Blog, dass die Version 1.0 innerhalb von vier Monaten aus ungefähr 36.000 Zeilen C#-Code geschrieben wurde.
Im Herbstsemester 2004 konnten die Versionen 1.1 und 2.0 veröffentlicht werden. Die Entwicklung wird heute von drei Programmierern, welche inzwischen für Microsoft arbeiten, fortgeführt. Zwei davon sind Rick Brewster und Tom Jackson, welche bereits als Studenten an der Washington State University an Paint.NET gearbeitet haben.
Die Paint.NET-Version 2.72, die am 31. August 2006 veröffentlicht wurde, aber auch frühere Versionen, sind auch noch unter Windows 2000 lauffähig.
Am 26. Januar 2007 wurde die Version 3.0 veröffentlicht, diese unterstützt neben der deutschen und englischen Sprache, die schon in Version 2.72 vorhanden waren, Chinesisch, Französisch, Koreanisch, Japanisch, Portugiesisch und Spanisch. Einen Monat später, am 26. Februar, wurde Version 3.01 veröffentlicht, in der einige Fehler aus Version 3.0 behoben wurden.
Am 29. März erschien eine neue Version. Mit Version 3.05 wurden zwei neue Funktionen eingeführt: Unter Windows Vista lässt sich das Aussehen des Programms verändern und es gibt einen neuen Effekt namens „Bleistiftskizze“. Version 3.07, die am 8. Mai 2007 veröffentlicht wurde, bietet neue Funktionen im Bereich der Linien, wodurch das Erstellen von simplen Pfeilen oder ähnlichem vereinfacht wurde. Am 23. August 2007 wurde die Version 3.10 herausgegeben.
Version 3.20 wurde am 12. Dezember 2007 veröffentlicht. Sie fasst die „Effekte“ im Programm besser und übersichtlicher zusammen, wodurch Paint.NET sehr Adobe Photoshop ähnelt. Zudem gibt es auch einige neue Effekte und die Funktionen zum Markieren von bestimmten Bereichen/Stellen wurden erweitert.
Am 29. Februar 2008 wurde die Paint.NET-Version 3.30 Beta 1 veröffentlicht. Sie umfasst einige neue Funktionen. Dateien im PNG-Format lassen sich jetzt wahlweise im 8-, 24- oder 32-Bit-Modus speichern. Auch bei Dateien vom Typ BMP kann man jetzt zwischen dem 8- und 24-Bit-Modus wählen. Bei den Dateiformaten PNG, BMP und TGA steht außerdem die Option der automatischen Auswahl zur Verfügung. So wählt das Programm selbst die beste Option zur Speicherung der Dateien. Der Effekt „Polar Inversion“ wurde verbessert. Außerdem gibt es Paint.NET jetzt in italienischer Sprache. Die finale Version stand ab dem 10. April zum Download bereit. Bis Version 3.36 wurden kleinere Fehler aus Version 3.30 behoben und einige Features wurden verändert oder weiter verbessert.
Am 30. Dezember 2008 wurde, zunächst ohne nähere Erläuterung, bekanntgegeben, dass der Quellcode nicht mehr zur Verfügung stehe. In einem Blogeintrag wurde das am 6. November 2009 damit begründet, dass der Quellcode oft kopiert und das Programm unter einem neuen Namen vertrieben wurde, oft auch kommerziell.
Am 7. November 2009 wurde die nicht eingeplante Version 3.5 als Übergang zu Version 4.0 veröffentlicht. Diese bietet neben verbesserter Leistung einen verbesserten Updater, sowie einige neue Effekte. Außerdem ist die Optik für Windows Vista und Windows 7 optimiert worden. Erstmals ist .NET Framework 3.5 SP1 für die Installation zwingend vorgeschrieben.
Ab Version 3.5.5 wurde mindestens Windows XP SP3 vorausgesetzt, ab Version 4.0 mindestens Windows 7 SP1 und .NET Framework 4.5. Ab Version 4.0.7 wurde das .NET Framework 4.6 vorausgesetzt, ab Version 4.0.20 das .NET Framework 4.7.
Am 16. Mai 2019 wurde erstmals angekündigt, dass in den auf die 4.3.x folgenden Versionen keine weitere Unterstützung von Windows 7 mehr geplant ist. Nach der Migration der Software auf .NET 6 folgte am 21. November 2021 der Hinweis, ab Version 4.4.x werde zwingend ein 64-bit-System mit Windows 10 oder 11 vorausgesetzt. Mit Veröffentlichung der Version 5.0 am 10. Januar 2023 endete die Unterstützung von Windows 7 und 8 bzw. 8.1.

## Funktionalität
Paint.NET beherrscht Ebenenbearbeitung und bietet außerdem eine „unendliche History“ (Undo), welche es ermöglicht, alle Arbeitsschritte jederzeit wieder rückgängig zu machen, sowie weitere Spezialeffekte.

### Plug-ins & Tutorials

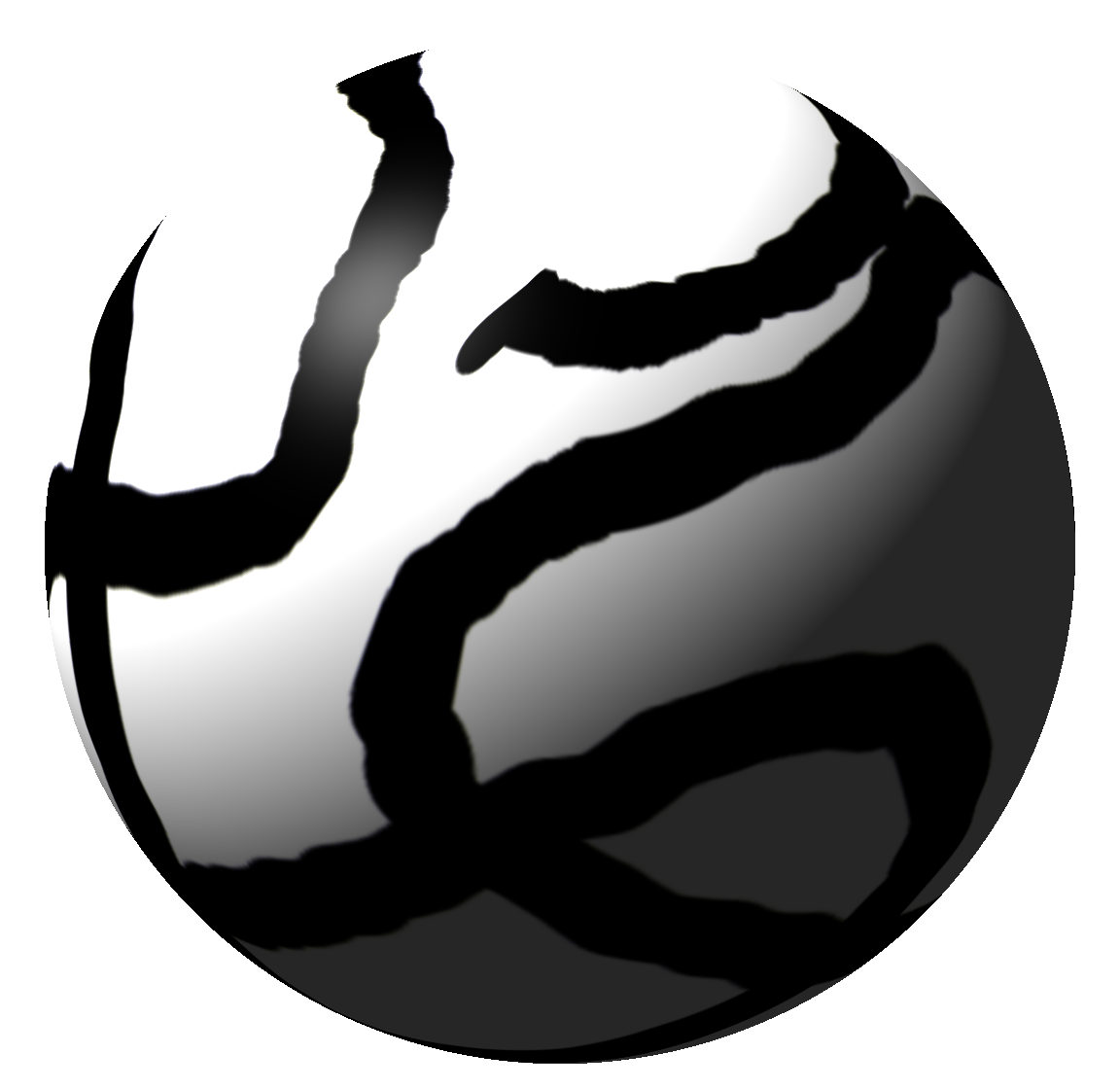
Eine Grafik,
erstellt mit dem Plug-in Shape3D

Es gibt eine Anzahl Plug-ins, die zur Verfügung gestellt wurden. Sie können im offiziellen Forum (Bestandteil der Website) heruntergeladen werden. Diese fügen neue Effekte oder die Fähigkeit, neue Dateiformate zu verwenden, hinzu. Zum Beispiel haben Benutzer nach der Installation eines Plug-ins die Möglichkeit, Adobe-Photoshop-Dateien (PSD) zu verwenden (bearbeiten) und zu speichern.
Es gibt eine Reihe von Tutorials, die im Forum von Benutzern oder Entwicklern zur Verfügung gestellt werden.

### Dateiformat
Paint.NET speichert Bilder standardmäßig im PDN-Format (PaintDotNet). Dies ist ein proprietäres Dateiformat ohne Komprimierung und Datenverlust, die angelegten Ebenen einer Paint.NET-Grafik bleiben erhalten. Das PDN-Format wird von keinem anderen Bildverarbeitungsprogrammen unterstützt, es ist vor allem für weitere Bearbeitung der Grafiken und Bilder gedacht. Der Bildbetrachter IrfanView kann Bilder im PDN-Format aber anzeigen (Kompositbild und einzelne Ebenen).
Die Software unterstützt des Weiteren folgende Bildformate: BMP, JPG, GIF, TIF, PNG und TGA. Seit Version 3.10 wird das Format DirectDraw Surface (DDS) unterstützt. Über Plug-ins können noch weitere Dateiformate gelesen und geschrieben werden (zum Beispiel PSD).

## Auszeichnungen
Paint.NET bekam von dem britischen Web-Magazin „Webuser“ den „Webuser Gold Award 2006“. In allen Teilen der Bewertung erhielt die Software fünf von fünf Sternen. Ein Zitat aus der Bewertung lautet:

“… an absolute joy to use.”

„… ein absoluter Genuss, es [dieses Programm] zu verwenden.“

Paint.NET belegte den 19. Platz unter den Top-100-Produkten 2007 im Computer-Magazin PC World.

“Impressive.”

„Beeindruckend.“

## Technische Voraussetzungen
Da die Software auf Microsofts .NET Framework basiert und dessen Installation voraussetzt, ist sie nur unter Windows lauffähig.
Unter der Projektbezeichnung Paint-Mono gab es ab 2007 Bemühungen, die Software auf die freie .NET-Implementierung Mono zu portieren und damit auch auf anderen Betriebssystemen lauffähig zu machen. Seit März 2009 wurden allerdings keine Updates mehr veröffentlicht.
Seit Veröffentlichung der Version 4.3 von Paint.NET im September 2021 ist keine separate Installation der Microsoft-.NET-Umgebung für Windows mehr erforderlich. Alle für die Software benötigten Bibliotheken und Runtimes aus .NET 5 wurden mit in das Installationspaket der Grafiksoftware integriert.